# 良十世像
《良十世與兩樞機像》（Portrait of Pope Leo X with two Cardinals）是意大利文艺复兴全盛期大师拉斐尔的一幅画作。绘于1517年，收藏于佛罗伦萨乌菲兹美术馆。
这幅肖像画与描绘古典的、理想化的圣母和古代人物的作品不同，以逼真的方式展现坐式人物。画中的教宗良十世中年发福，而眼神似乎很紧张。拉斐尔的这幅画在外表和现实之间设置了一系列视觉矛盾，反映这个动荡时期。马丁·路德最近挑战教宗权威。良十世为筹钱修建圣伯多禄大殿，采取出售赎罪券的方式。
教宗座椅顶部的球，令人想起美第奇家族的标志算盘球。而桌上打开的，泥金裝飾手抄本圣经确定是汉密尔顿圣经。
这幅画左边的枢机是儒略·德·美第奇（后来的教宗克勉七世），而右侧的另一位枢机通常被确定为是類斯·德·罗西，他是画中另外两人的母系表兄弟。